# Sheikh Mujibur Rahman
Pour les articles homonymes, voir Rahman (homonymie).

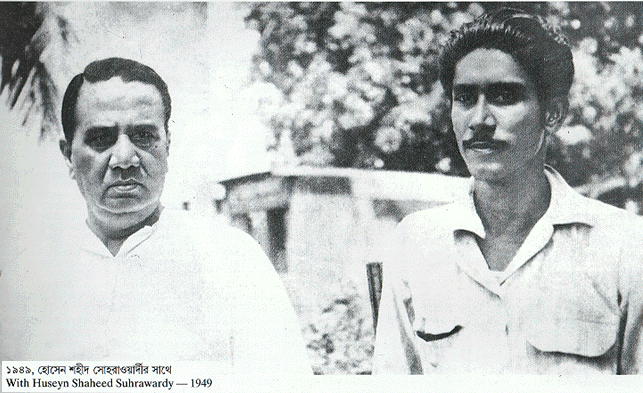
Sheikh Mujibur Rahman (à droite) avec Huseyn Shaheed Suhrawardy.

Sheikh Mujibur Rahman (en bengali : শেখ মুজিবর রহমান), surnommé  Bangabandhu, né le 17 mars 1920 et mort assassiné le 15 août 1975 à Dacca, est un homme politique, père fondateur du Bangladesh.

## Biographie
Mujib est né à Tongipara dans le district de Faridpur dans le Bengale oriental.
Dans sa jeunesse, il s'intéresse beaucoup aux idées socialistes, et au kémalisme laïc appliqué en Turquie. Il deviendra progressivement un fervent laïc. 
En décembre 1970 ont lieu les premières élections générales au Pakistan. La Ligue Awami et son leader Mujibur Rahman remportent les élections (160 des 162 sièges réservés au Pakistan oriental à l'assemblée nationale pakistanaise) mais le général Yahya Khan invalide les résultats. 
En réponse à sa proclamation d'indépendance du Bangladesh le 26 mars 1971, Mujib est emprisonné par Yahya Khan. Dès lors commence la guerre civile contre l'occupation pakistanaise. L'intervention de l'Inde permit la victoire des indépendantistes. Il est libéré le 22 décembre 1971 et devient le premier Premier ministre du Bangladesh. Son parti, la ligue Awami, remporte une victoire écrasante lors des premières élections du 7 mars 1973.
Il déclare l'état d'urgence en décembre 1974 et fait amender la constitution. Il réduit les pouvoirs du Parlement et de la justice et instaure un système de parti unique, Baksal, auquel tous les parlementaires devaient appartenir. La Constitution fait officiellement du Bangladesh une démocratie séculariste (récusant donc toute religion d’État). Un accord tripartite signé entre l’Inde, le Pakistan et le Bangladesh pour apaiser les tensions le conduit à accorder une amnistie aux collaborateurs bangladais des forces pakistanaises. L'armée réagit et commet un coup d’État le 15 août 1975, tuant Mujibur Rahman et plusieurs membres de sa famille à Dacca, notamment : son épouse Sheikh Fazilatunnesa Mujib, ses trois fils, Sheikh Kamal, Sheikh Jamal et Sheikh Russel, ses deux belles-filles dont Sultana Kamal, son frère cadet Sheikh Abu Naser, son beau-frère Abdur Rab Serniabat, et une partie de la famille de celui-ci, son neveu Sheikh Fazlul Haque Mani, et l'épouse de celui-ci. Seules ses deux filles, Sheikh Rehana et Sheikh Hasina, se trouvant en Allemagne de l'Ouest à l'époque, échappent au massacre.
Sa fille, Sheikh Hasina, est Première ministre du Bangladesh de 1996 à 2001 et de 2009 à 2024.
Le 19 novembre 2009, la Cour suprême du Bangladesh a confirmé les condamnations à mort de douze des tueurs de Bangabandhu. Parmi eux, cinq ont été exécutés le 27 janvier 2010, un sixième le 12 avril 2020.